# Yuba County
Yuba County je okres ve státě Kalifornie v USA. K roku 2010 zde žilo 72 155 obyvatel. Správním městem okresu je Marysville. Celková rozloha okresu činí 1 667,3 km².

## Sousední okresy
| Růžice kompasu |               | Butte County | Plumas County a Sierra County | Růžice kompasu |
| Růžice kompasu | Sutter County | Sever        | Nevada County                 | Růžice kompasu |
| Růžice kompasu | Sutter County | Yuba County  | Nevada County                 | Růžice kompasu |
| Růžice kompasu | Sutter County | Jih          | Nevada County                 | Růžice kompasu |
| Růžice kompasu | Placer County |              |                               | Růžice kompasu |